# Fausto VIII
Fausto VIII es un personaje creado por Hiroyuki Takei, personaje secundario del anime/manga Shaman King. Fausto es un talentoso y médico, que está locamente enamorado de Eliza, su difunta esposa.

## Datos de Interés
Apariencia Física: Fausto es un hombre alto y delgado. Tiene cabello rubio y ojos azules. Algo que lo define físicamente son sus enormes ojeras debajo de sus ojos,  son producto de las desveladas por haber buscado la forma de revivir a Eliza. Otra cosa que lo distingue son sus labios violetas y lo que parece ser piel diferente a la suya cosida a su pecho, además antes de cada batalla se le ve inyectándose morfina para no sentir dolor; Su vestimenta consiste en que siempre utiliza una larga bata blanca de doctor con un tremendo olor a muerte. De vez en cuando aparece con su bata cerrada, una bufanda naranja y un sombrero con una simpática flor en él; Aunque en la mayor parte de la historia utiliza únicamente la bata, unos pantalones azules y unas botas negras. Debajo de esa gran bata solía ocultar el esqueleto de su esposa Eliza. Otro dato de interés es que su nombre completo es Johan Fausto VIII 
Lugar de Nacimiento: Alemania
Lugar de Residencia: Tokio, Japón; Colina Funbari, Posada "En" 
Familia: 
- - Eliza (Esposa)
  - Fausto I (Antepasado de hace 500 años)

## Historia
Fausto proviene de una reconocida familia de médicos y doctores, por lo que se convirtió en su meta principal llegar a ser un reconocido y exitoso doctor, hasta que conoció a Eliza. Ella padecía de una extraña enfermedad, por lo que Fausto se determinó por cuidarla y protegerla. Ellos crecieron y después de 20 años, lograron vencer aquella enfermedad. Se casaron y juntos abrieron una pequeña clínica y vivieron muy felices, hasta que un día, en un intento de asaltar la clínica, alguien asesinó a Eliza. Fausto intentó todo lo que pudo por revivir a su querida Eliza, hasta que se dio cuenta de que no podía ganarle a la muerte. En un último intento desesperado, Fausto recurrió a los antiguos secretos de la necromancia, escritos por su ancestro Fausto I. En ellos encontró unos que hablaban sobre el Torneo de Shamanes, que se presentaba cada 500 años. Ahí fue cuando Fausto se determinó a convertirse en el Rey Shaman (Shaman King) para poder revivir a su difunta esposa, pero decide no seguir en el torneo por decisión propia ya que la sacerdotisa Anna, la futura mujer de su amigo Yoh Asakura, le promete cumplir sus sueño si él ayuda a Yoh en las batallas que tendrá en el torneo de shamanes. Fausto acepta y es así como cumple su sueño de estar con su amada esposa Eliza, quien tiene como espíritu acompañante. Fausto es un hombre de muy buen corazón y es uno de los personajes principales en la serie Shaman King.

## Diferencias entre el Manga y el Anime
- En el anime, Fausto utiliza su poder espiritual para introducir su mano en el cuerpo de Manta (Al igual que lo hace Hao con Yoh en los últimos episodios.) En el manga, Fausto abre literalmente a Manta.

- En el manga, Fausto demuestra un gusto y cierta creatividad para inventar canciones, como la que le compuso a Elisa, y la que inventó para Las Aguas Termales de Funbari. Esto no se muestra en el anime.
- En el manga, Fausto utiliza el cadáver de su perro Frankesteiny para reemplazar sus piernas, las que le había otorgado a Elisa (Ya que en su primer encuentro con Yoh, este último le destruye las piernas a Elisa) . En el anime, nunca sucede esto.
- En el manga, Fausto muere y ayuda a Yoh como fantasma.

- En el manga, Fausto obtiene la habilidad de revivir a los muertos después de estudiar la bitácora mágica . En el anime, no se demuestra eso.

- Datos: Q3067453